# Лобова, Екатерина Александровна
Екатери́на Алекса́ндровна Ло́бова (род. 25 октября 1998, Новосибирск, Россия) — российская хоккеистка. Игрок сборной России по хоккею с шайбой.

## Биография
Родилась 25 октября 1998 года в Новосибирске. В сезоне 2015/16 дебютировала в чемпионате России по хоккею с шайбой за команду «Бирюса» Красноярск.
Выступала за юниорскую сборную России на чемпионатах мира по хоккею с шайбой 2015 и 2016 года. В 2017 году сыграла 5 матчей на чемпионате мира по хоккею с шайбой. Выступала также на Зимней универсиаде, в составе команды стала обладательницей золотых медалей турнира. В 2018 году сыграла 6 матчей на хоккейном турнире Олимпийских игр в Пхёнчхане, очков за результативность не набрала.